# Mark Margolis
Mark Margolis   (Filadèlfia, 26 de novembre de 1939 - Nova York, 3 d'agost de 2023) fou un actor estatunidenc.

## Biografia
Mark Margolis va néixer el 26 de novembre de 1939 a Filadèlfia, Pennsilvània, fill de Fanya (de soltera Fried) i Isidore Margolis. Va néixer en una família jueva. Es va casar amb Jacqueline Margolis (née Petcove), el 3 de juny de 1962. Van tenir un fill, l'actor Morgan H. Margolis, i tres néts. Va morir a l'Hospital Mount Sinai de la ciutat de Nova York després d'una curta malaltia, el 3 d'agost de 2023, als 83 anys.

## Filmografia

### Cinema
| Any  | Títol                                 | Paper                       | Notes        |
| ---- | ------------------------------------- | --------------------------- | ------------ |
| 1976 | The Opening of Misty Beethoven        | Passatger de l'avió infeliç | no acreditat |
| 1979 | Going in Style                        | Guàrdia de la presó         |              |
| 1980 | Vestida per matar                     | Pacient                     | no acreditat |
| 1983 | Eddie Macon's Run                     | 5:00 Propietari del bar     |              |
| 1983 | Scarface                              | Alberto The Shadow          |              |
| 1984 | Cotton Club                           | Charlie Workman             |              |
| 1987 | The Bedroom Window                    | Home a la cabina telefònica |              |
| 1987 | The Secret of My Success              | Home de manteniment         |              |
| 1989 | Temps de glòria                       | 10è soldat de Connecticut   |              |
| 1990 | Força Delta 2: La connexió colombiana | Gen. Olmedo                 |              |
| 1990 | Tales from the Darkside: The Movie    | Gage                        |              |
| 1991 | The Pit and the Pendulum              | Mendoza                     |              |
| 1992 | 1492: Conquest of Paradise            | Francisco de Bobadilla      |              |
| 1993 | Where the Rivers Flow North           | Margaret McMann             |              |
| 1994 | Ace Ventura: Pet Detective            | Mr. Shickadance             |              |
| 1994 | Squanto: A Warrior's Tale             | El capità Thomas Hunt       |              |
| 1996 | Jo vaig disparar a l'Andy Warhol      | Louis Solanas               |              |
| 1996 | Un amic desconegut                    | Philip DeMarco              |              |
| 1997 | Poder absolut                         | Red Brandsford              |              |
| 1998 | Side Streets                          | Bartender                   |              |
| 1998 | Pi                                    | Sol Robeson                 |              |
| 1999 | El secret de Thomas Crown             | Heinrich Knutzhorn          |              |
| 1999 | Mickey Blue Eyes                      | Gene Morganson              |              |
| 1999 | Il·lusions d'un mentider              | Fajngold                    |              |
| 1999 | End of Days                           | Pope                        |              |
| 1999 | Sense tares                           | Vinnie                      |              |
| 2000 | Fast Food, Fast Women                 | Graham                      |              |
| 2000 | Dinner Rush                           | Fitzgerald                  |              |
| 2000 | Rèquiem per un somni                  | Mr. Rabinowitz              |              |
| 2001 | Hannibal                              | Expert en perfums           |              |
| 2001 | El sastre de Panamà                   | Rafi Domingo                |              |
| 2001 | Hardball                              | Fink                        |              |
| 2002 | Infested                              | Pare matí                   |              |
| 2003 | Daredevil                             | Eddie Fallon                |              |
| 2004 | Particles of Truth                    | L'avi Negre                 |              |
| 2005 | House of D                            | Mr. Pappass                 |              |
| 2005 | Stay                                  | Home de negocis             |              |
| 2005 | Headspace                             | Boris Pavlovsky             |              |
| 2006 | The Fountain                          | Pare Àvila                  |              |
| 2007 | Adéu, nena, adéu                      | Leon Trett                  |              |
| 2008 | Resistència                           | Jewish Elder                |              |
| 2008 | El lluitador                          | Lenny                       |              |
| 2010 | El cigne negre                        | Mr. Fithian                 |              |
| 2011 | Immortals                             | Nowy Kaplan                 |              |
| 2012 | The Courier                           | Stitch                      |              |
| 2012 | Paios legals                          | Claphands                   |              |
| 2013 | Beneath                               | Mr. Parks                   |              |
| 2014 | Noah                                  | Magog                       |              |
| 2015 | Nasty Baby                            | Richard                     |              |
| 2016 | My Big Fat Greek Wedding 2            | Panos                       |              |
| 2019 | Abe                                   | Benjamin                    |              |
| 2020 | Minyan                                | Itzik                       |              |

### Televisió
| Any              | Títol                             | Paper                                                | Notes                   |
| ---------------- | --------------------------------- | ---------------------------------------------------- | ----------------------- |
| 1977             | Kojak                             |                                                      | 4x11                    |
| 1985–1989        | L'equalitzador                    | Jimmy                                                | 16 episodis             |
| 1989             | Quantum Leap                      | Adriano                                              | 1x06                    |
| 1990             | Colombo                           | Cosner                                               | 9x02                    |
| 1990             | Star Trek: La nova generació      | Dr. Nel Apgar                                        | 3x14                    |
| 1991             | Santa Barbara                     | Helmut Dieter                                        | 13 episodis             |
| 1992; 1997; 2001 | Law & Order                       | George Lobrano / Bronson / Frankie 'Threads' Politto | 3x08, 7x10, 12x03       |
| 1994             | New York Undercover               |                                                      | 1x06                    |
| 1998–2001        | Oz                                | Antonio Nappa                                        | 10 episodis             |
| 1999             | Now and Again                     | Nicky Vordogov                                       | 1x08                    |
| 2001             | Boss of Bosses                    | Joseph Armone                                        | Pel·lícula de televisió |
| 2001             | 100 Centre Street                 | Merle Kiefer                                         | 2x09                    |
| 2002             | The Practice                      | Ronald D'Amrosio                                     | 6x17                    |
| 2003–2004        | Ed                                | Mazula                                               | 4x02, 4x12              |
| 2004             | Sexe a Nova York                  | Jean Paul Sandal                                     | 6x17                    |
| 2004             | Law & Order: Criminal Intent      | Mario Damiano                                        | 3x09                    |
| 2005             | Crossing Jordan                   | Cahill                                               | 4x15                    |
| 2007             | The Black Donnellys               | Sal Minetta                                          | 1x11                    |
| 2007             | Californication                   | Al Moody                                             | 1x08                    |
| 2009             | Kings                             | Premier Shaw                                         | 1x03, 1x12              |
| 2009–2011        | Breaking Bad                      | Héctor Salamanca                                     | 8 episodis              |
| 2011             | Blue Bloods                       | Whitey Brennan                                       | 1x14-1x15               |
| 2011             | Mildred Pierce                    | Mr. Chris                                            | 1x01-1x02               |
| 2011             | Law & Order: Special Victims Unit | Rom-Baro                                             | 13x09                   |
| 2011             | The Good Wife                     | Pare Jim                                             | 3x08                    |
| 2012             | Person of Interest                | Gianni Morretti                                      | 1x09, 1x17, 1x19        |
| 2012             | American Horror Story             | Sam Goodman                                          | 2x05-2x06-2x07          |
| 2015             | Constantine                       | Felix Faust                                          | 1x10                    |
| 2015             | Elementary                        | Abraham Misraki                                      | 3x17                    |
| 2015             | Gotham                            | Paul Cicero                                          | 1x16, 2x03              |
| 2015             | 12 Monkeys                        | Mr. Werner                                           | 1x12                    |
| 2015             | The Affair                        | Arthur Solloway                                      | 2x04, 2x10, 2x12        |
| 2016–2022        | Better Call Saul                  | Héctor Salamanca                                     | 22 episodis             |
| 2019             | Blacklist                         | Jakov Mitko                                          | 7x17                    |
| 2020             | Snowpiercer                       | El vell Ivan                                         | 1x01                    |
| 2021             | Prodigal Son                      | Rudolph Swann                                        | 2x06                    |
| 2023             | Your Honor                        | Carmine Conti                                        | 5 episodis              |